# 221073 Овруч
221073 О́вруч (221073 Ovruch) — астероїд головного поясу, відкритий 23 вересня 2005 року.